# Moulins à vent de Kinderdijk

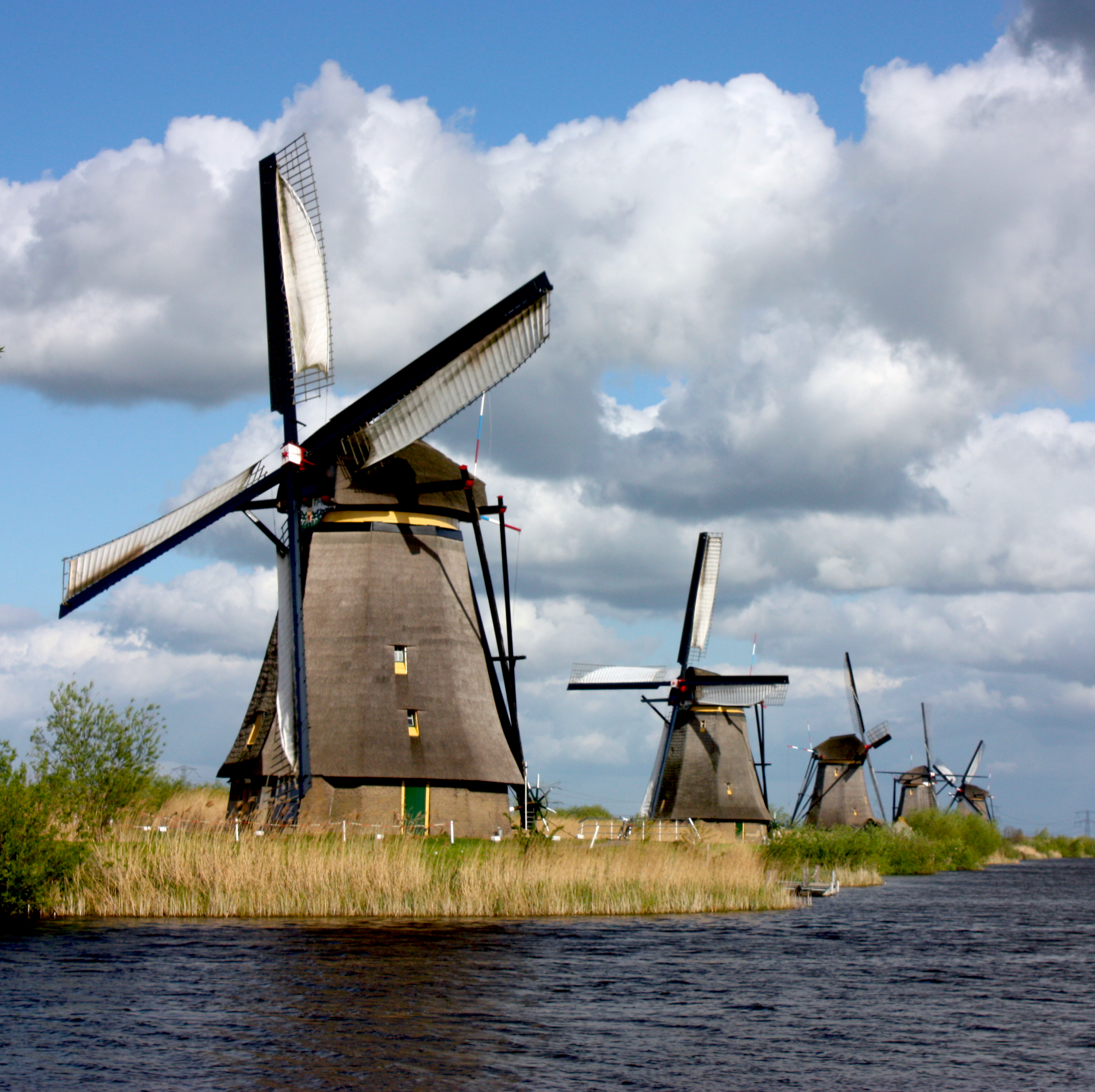
Une vue des moulins depuis l'autre rive du Lek.

Les moulins à vent de Kinderdijk sont un groupe de 19 moulins à vent monumentaux situés dans le polder d'Alblasserwaard, dans la province néerlandaise de Hollande-Méridionale. La quasi-totalité des moulins font partie du village (nl) de Kinderdijk, dans la commune de Molenlanden. Un seul d'entre eux, De Blokker, est présent sur la commune d'Alblasserdam,.
Construits entre 1738 et 1740 pour empêcher l'eau d'entrer dans le polder, il s'agit de la plus grande concentration d'anciens moulins à vent des Pays-Bas et l'un des sites touristiques néerlandais (nl) les plus connus au monde. Les moulins sont classés monuments nationaux et toute la zone (nl) constitue un paysage urbain protégé depuis 1993. Ils sont inscrits au patrimoine mondial de l'UNESCO depuis 1997 (en),. Bien que certains des moulins à vent soient toujours utilisés, les principaux ouvrages hydrauliques sont assurés par deux stations de pompage de diesel situées à proximité de l'une des entrées du site des moulins à vent.

## Galerie d'images

Moulins à vent de Kinderdijk
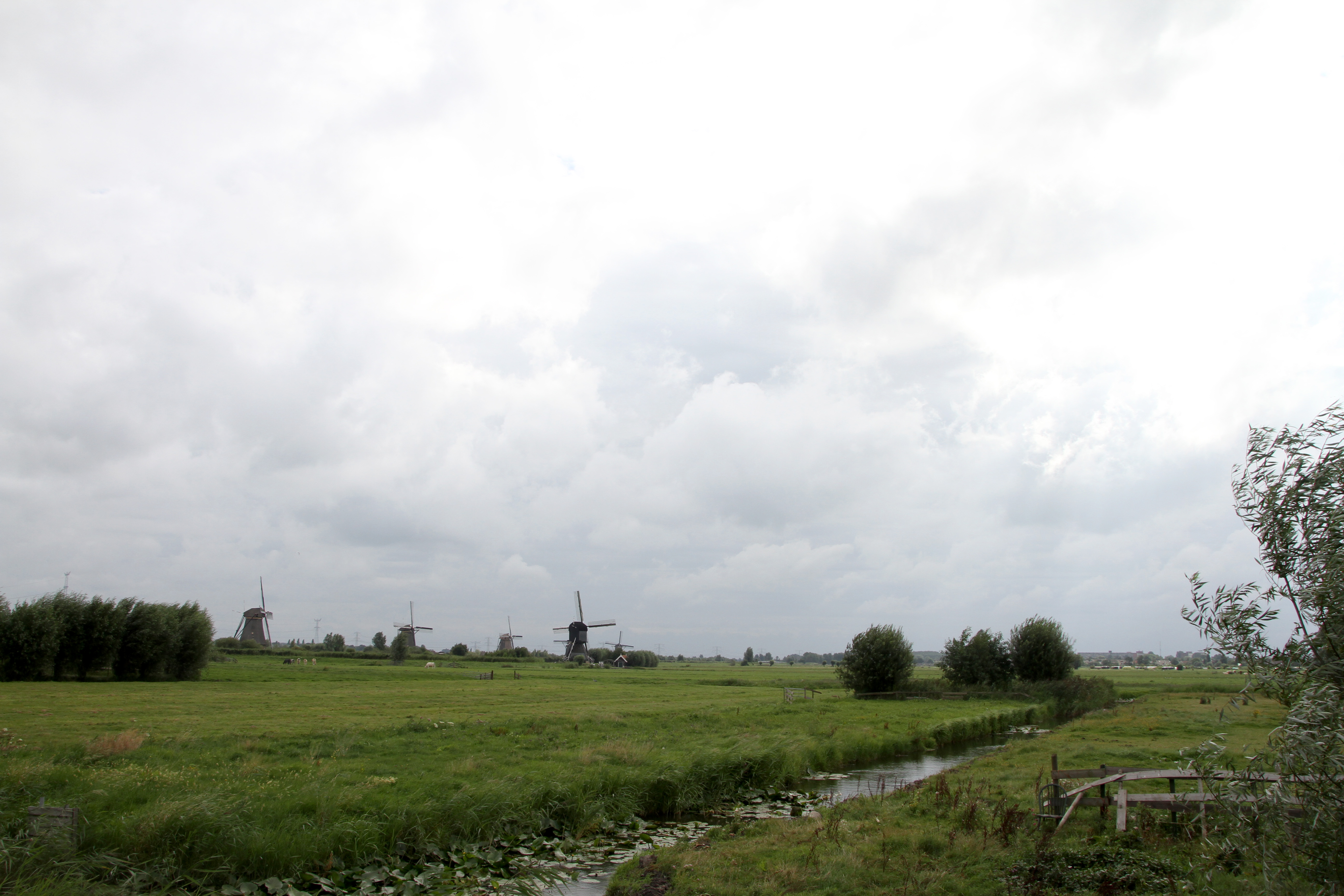
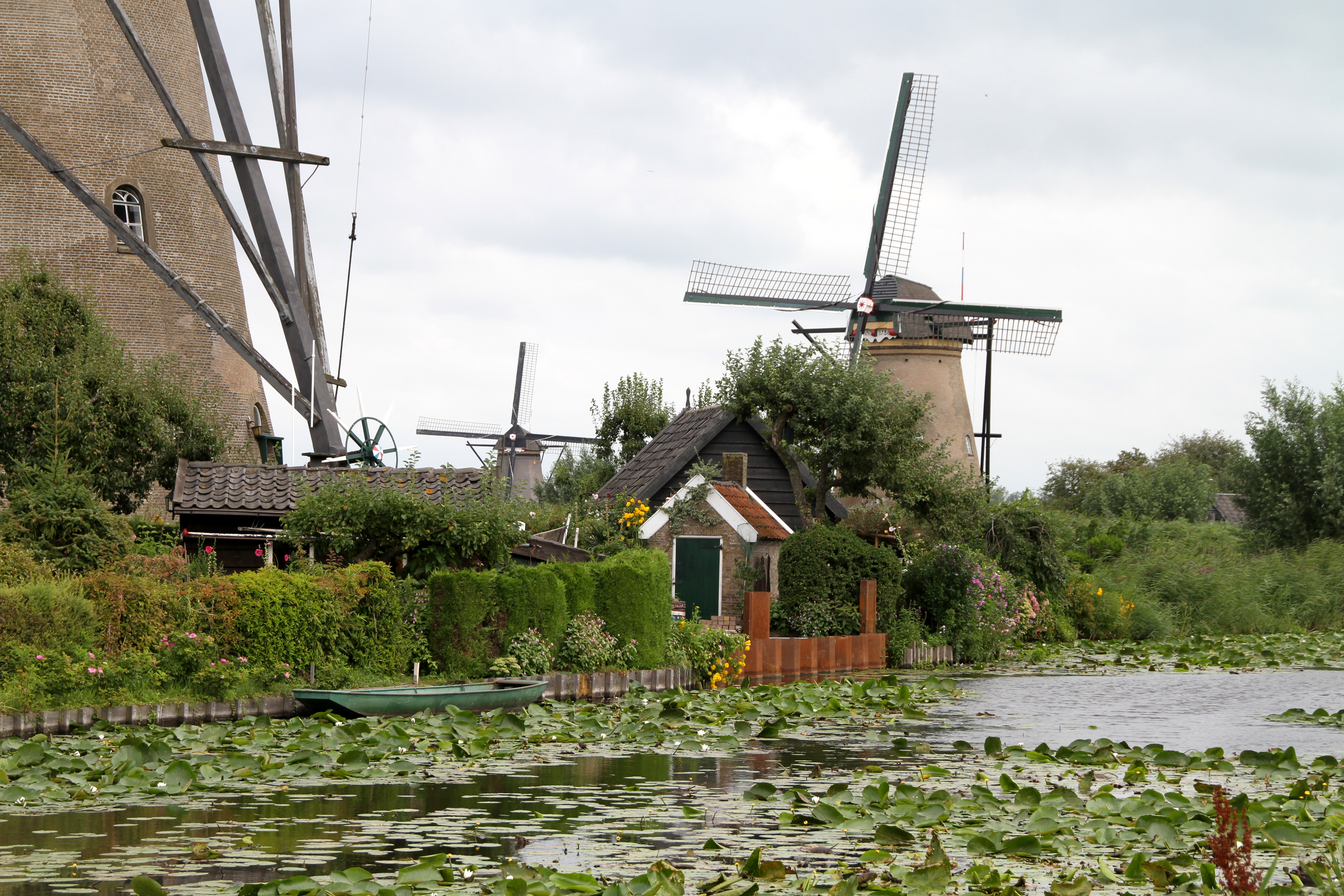
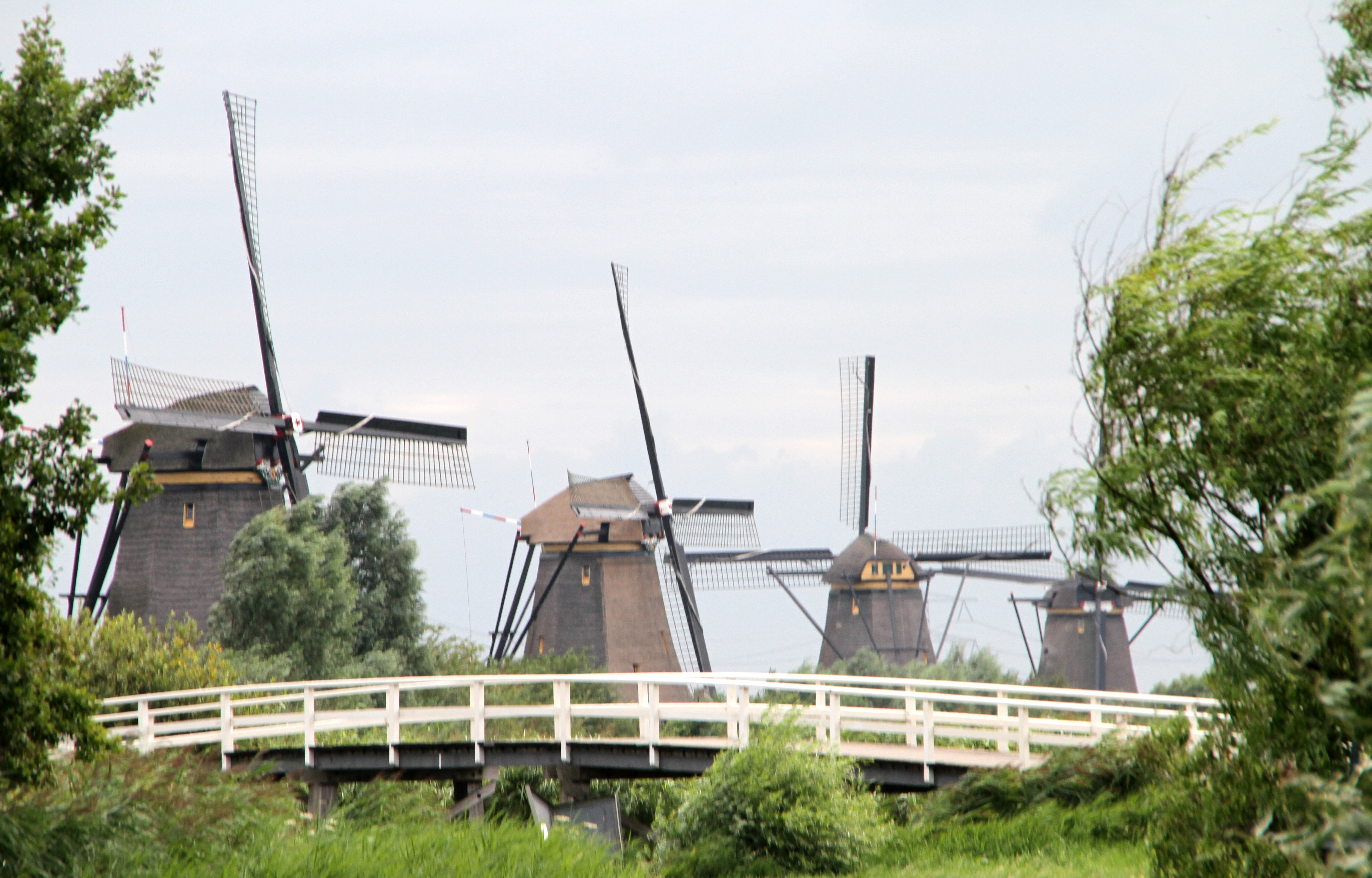
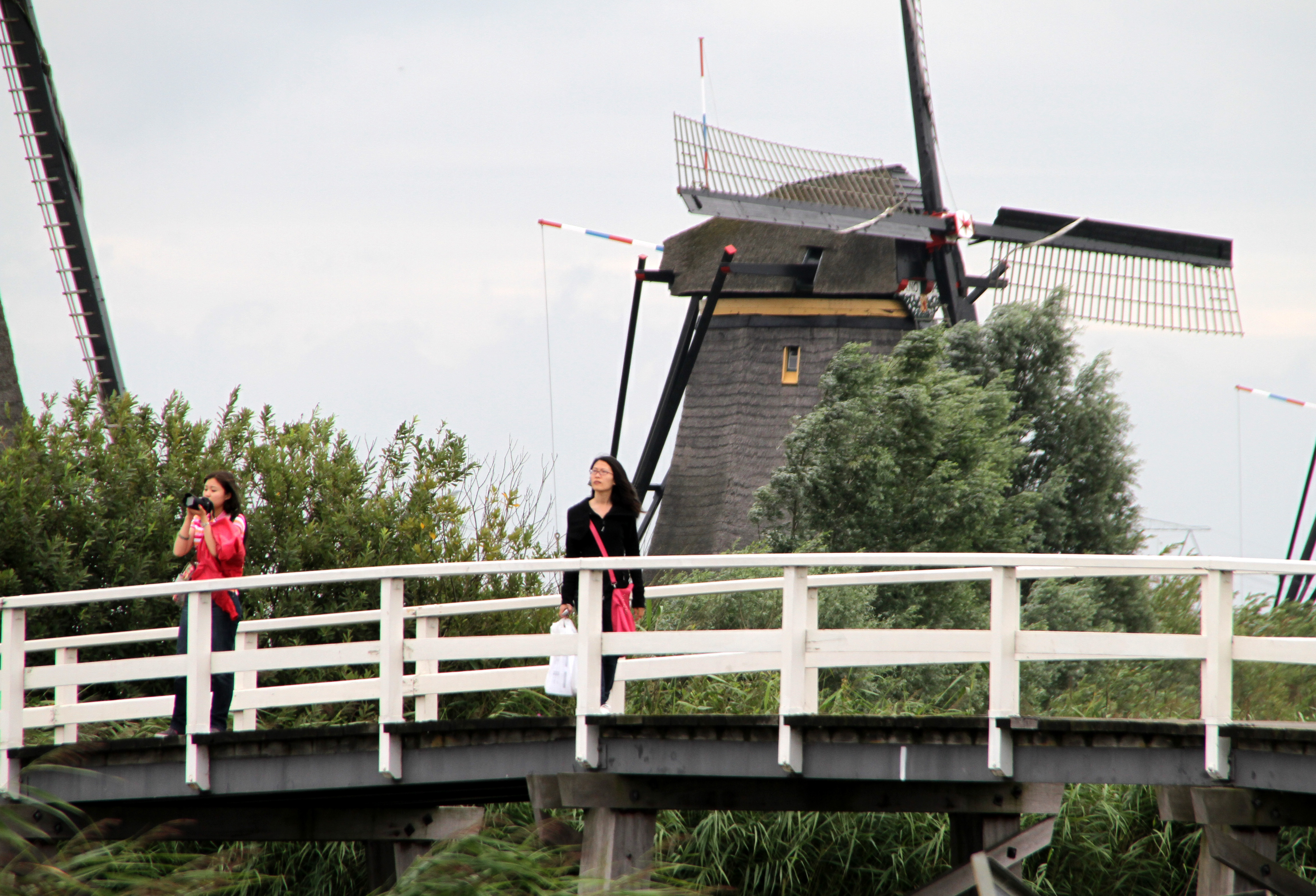
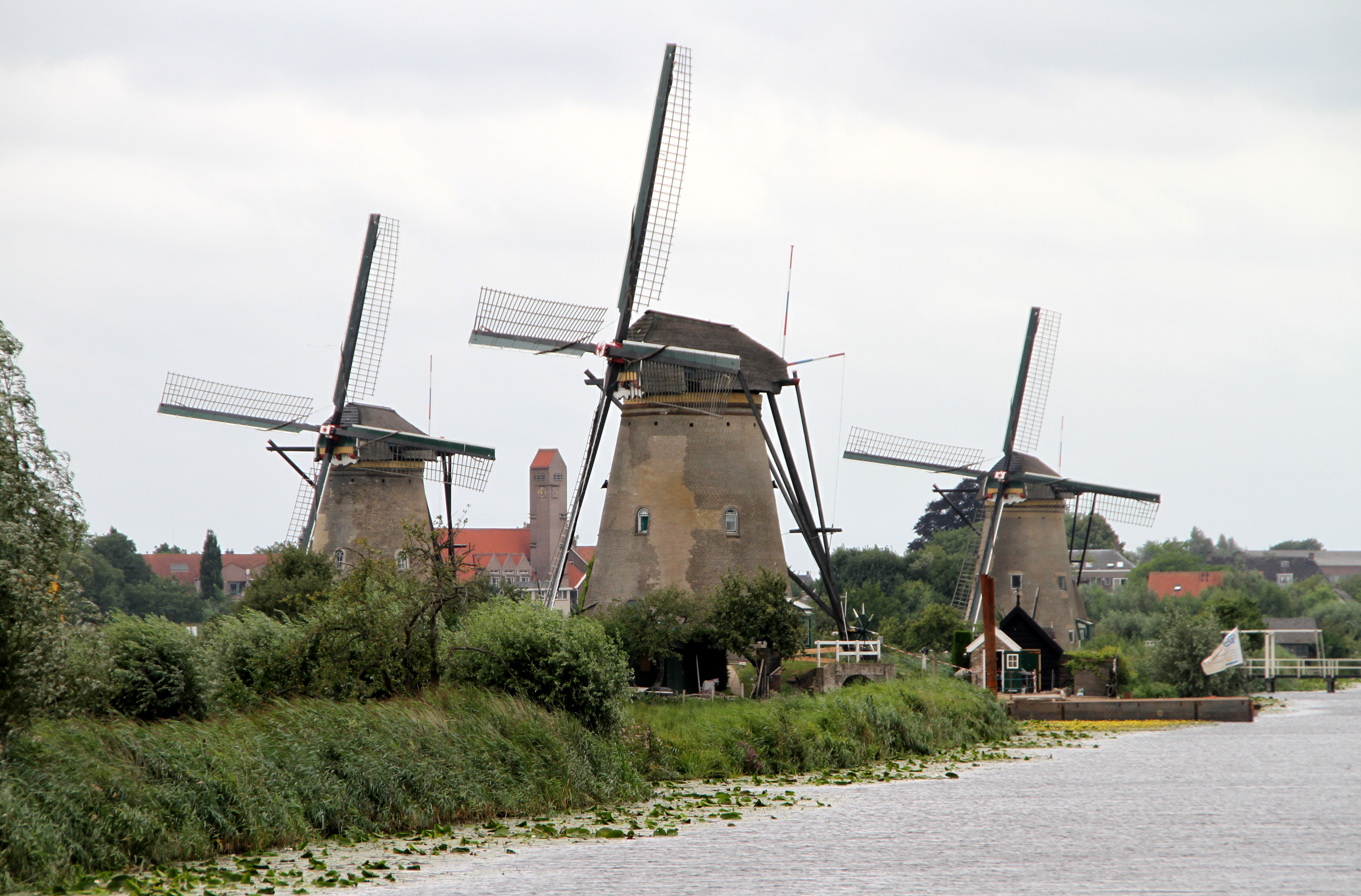
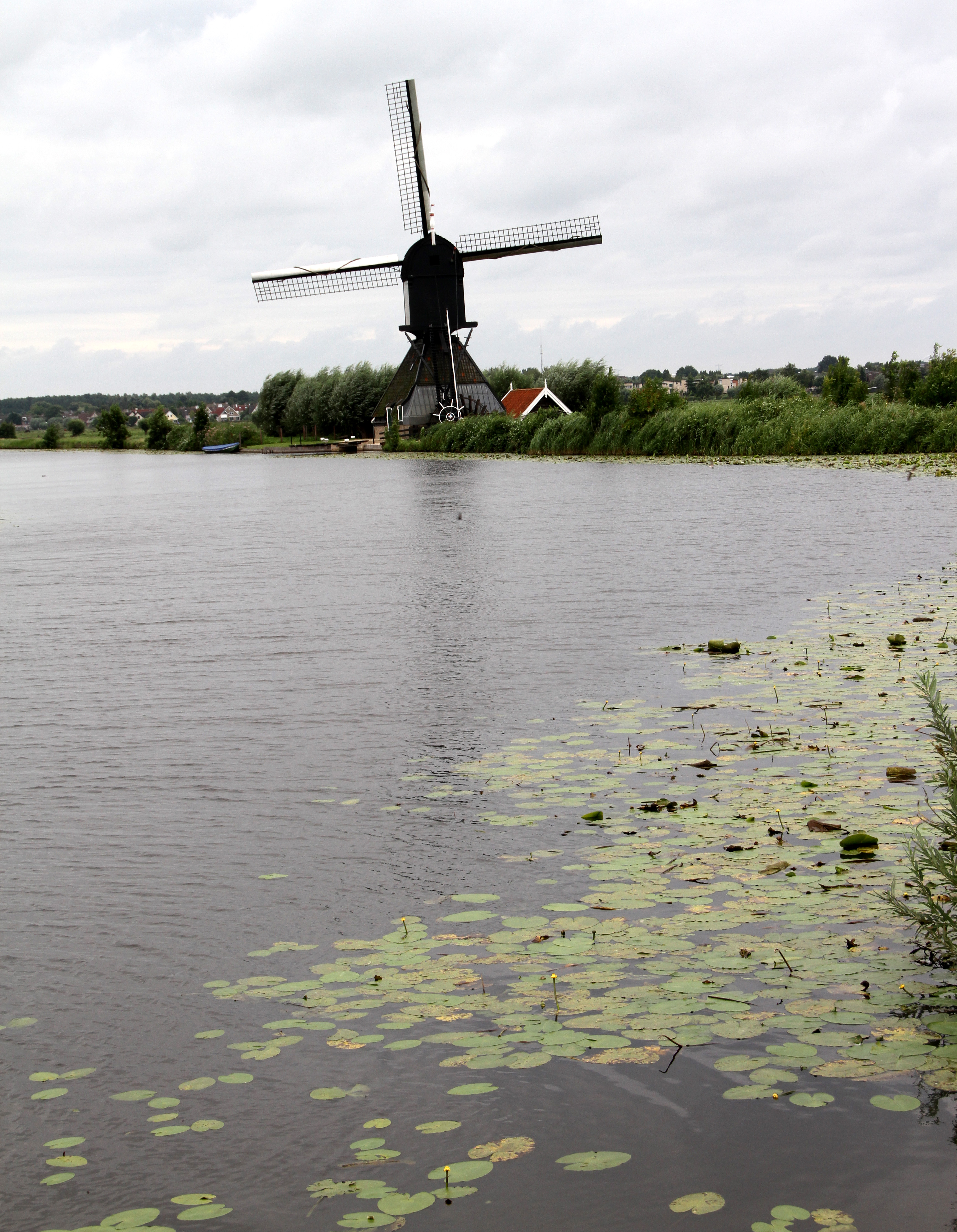